# 1797
Cette page concerne l'année 1797  du calendrier grégorien. Pour l'année 1797 av. J.-C., voir 1797 av. J.-C.
L'année 1797 est une année commune qui commence un dimanche.

## Événements
- 4 février : un tremblement de terre fait 41 000 victimes à Quito[1].
- 18 février : la Grande-Bretagne s'empare de l'île espagnole de Trinité[2].

- 3 mars : arrivée des missionnaires de la London Missionary Society (LMS) à Tahiti[3].
- 4 mars : début de la présidence fédéraliste de John Adams aux États-Unis (fin en 1801)[4].

- 17 - 30 avril : échec d'une attaque britannique contre Porto Rico[5].

- 16 mai : une escadre danoise commandée par Steen Andersen Bille vainc une flottille barbaresque devant le port de Tripoli. Le Bey de Tripoli est contrant de signer la paix le 25 mai[6].
- 24 mai : le navigateur britannique James Wilson découvre les Îles Gambier en Polynésie française[7].

- 17 juin : le chah de Perse Agha Muhammad est assassiné par ses serviteurs. Début du règne de Fath Ali Chah, chah de Perse (fin en 1843)[8].

- 3 juillet : à l’Institut de France, Talleyrand reprend un projet de Choiseul réclamant la cession de l’Égypte à la France[9]. Il s’agit de rouvrir la route des Indes pour rejoindre l’allié Tippoo-Sahib, sultan de Mysore.

- 28 août : Traité entre les États-Unis et le beylicat de Tunis[10].

- Mort de Mibambwe III Sentabyo, emporté par une épidémie de variole. Début du règne de Yuhi IV Gahindiro, mwami (roi) du Ruanda (v. 1797-1830)[11]. Pendant sa minorité, le pays est gouverné par la reine-mère avec l'aide des chefs. Au début de son règne personnel, il mène une expédition contre le Burundi. Elle aboutit au désastre de ku-Muharuro[12], au lieu-dit désormais appelé Kirundo (de kurunda, « entasser », en référence au nombre de cadavres). Gahindiro alourdit les charges pesant sur les Tutsi, les Hutu et les Twa : il crée à côté des « chefs du sol » collectant des redevances agricoles, des « chefs du bétail » prélevant une taxe sur le lait, ainsi que des corps d’armée permanents et héréditaires.

- Début du règne de Adandozan, roi d’Abomey (fin en 1818)[13].

### Europe

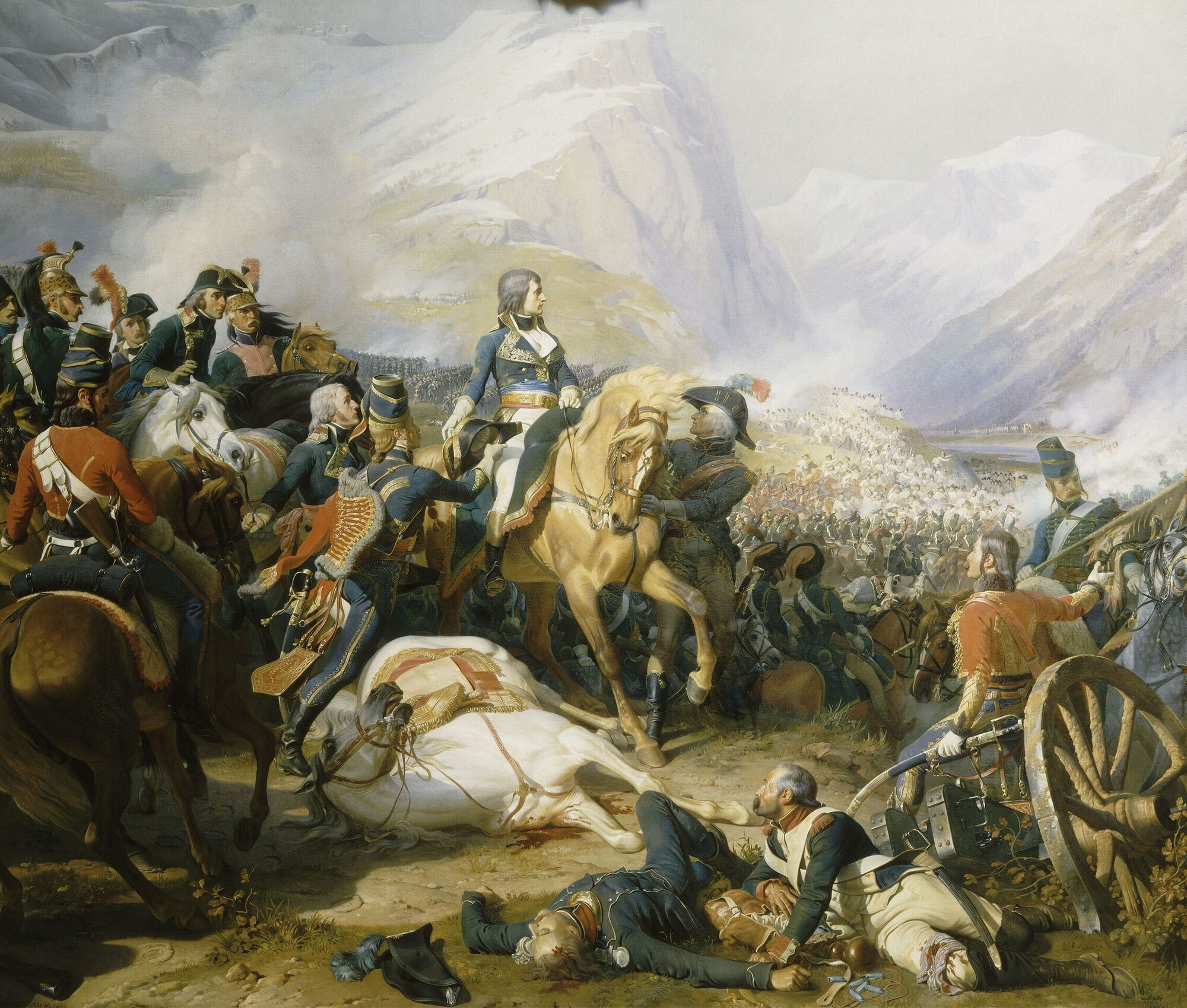
14 janvier : bataille de Rivoli, par Félix Philipoteaux, 1845

- 14 - 15 janvier (25-26 nivôse an V) : victoire de Bonaparte à Rivoli en Italie[14].

- 2 février : capitulation de l'Autriche à Mantoue[15].
- 14 février : victoire navale britannique à la bataille du cap Saint-Vincent[2].

- 19 mars : prise de la forteresse de Gradisca. L’armée de Bonaparte franchit l’Isonzo et avance vers Vienne[16].
- 20 mars, expédition du Tyrol : les troupes du général Joubert passent le Lavis[17].

- Printemps : un millier d’anciens légionnaires de Kosciuszko se rendent en Moldavie pour pénétrer sur le territoire polonais. Mais l’armistice de Leoben (18 avril) signée par Bonaparte met fin à leurs espoirs[18].

- 6 avril : armistice entre l’Autriche et Bonaparte[19].
- 17 et 25 avril : pâques véronaises. Insurrection de Vérone contre les Français[19].
- 17 - 18 avril : Hoche remporte la bataille de Neuwied et franchit le Rhin[20].
- 18 avril : les Autrichiens signent des préliminaires de paix avec Bonaparte à Leoben. Bonaparte, qui n'a aucun pouvoir pour discuter, propose d'échanger la Lombardie contre un état neutre, Venise et impose la cession de la Belgique sans assurer la possession de la rive gauche du Rhin[19].

- 1er mai : profitant du massacre de prisonniers français à Vérone, Bonaparte déclare la guerre à Venise, qui est prise le  12 mai[19].
- 3 mai : Bank Restriction Act, qui suspend la convertibilité-or des billets de la Banque d'Angleterre [21].
- 26 mai, Grande-Bretagne : le radical lord Charles Grey propose de supprimer les bourgs pourris et de raccourcir le mandat des communes[22].

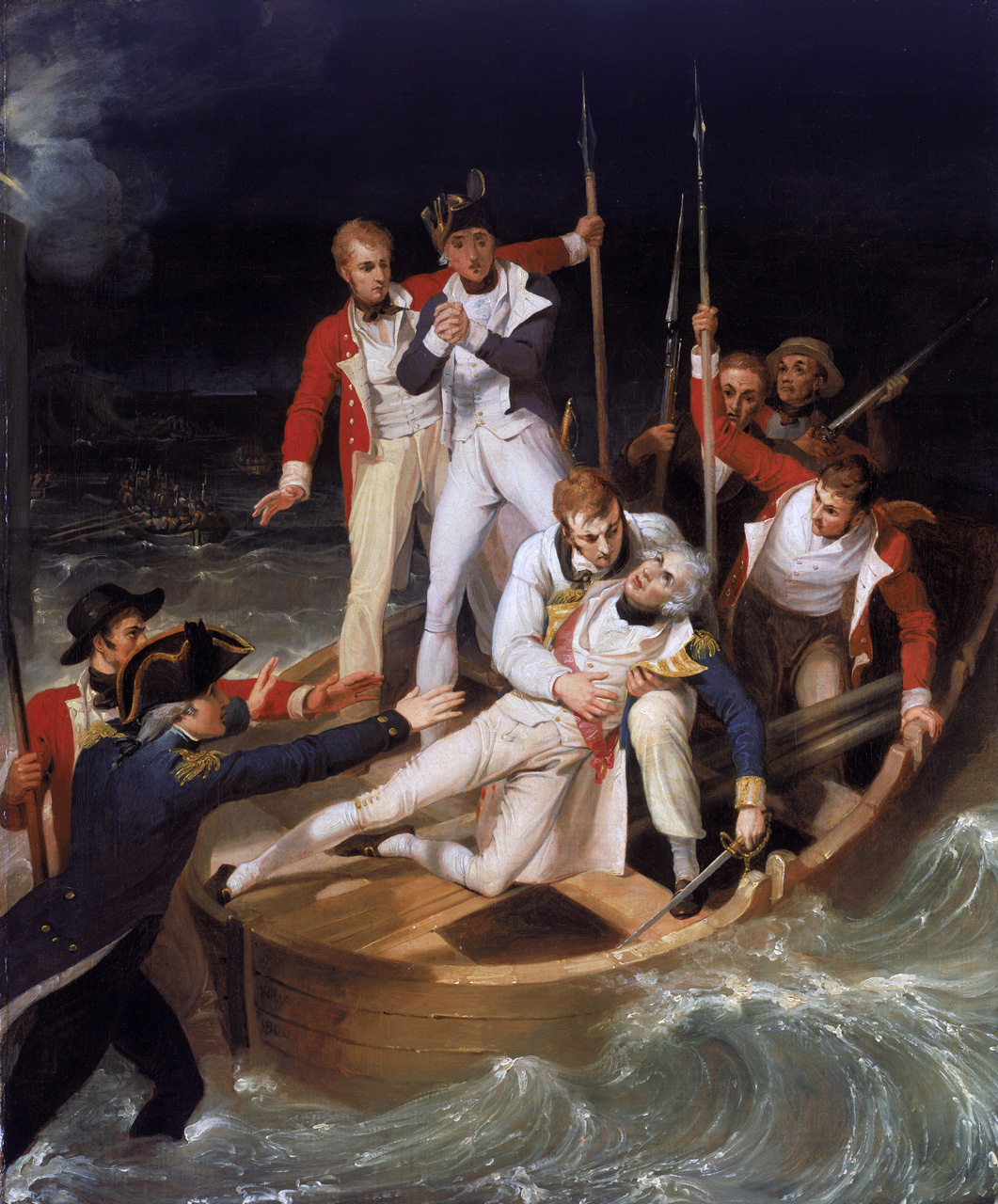
24 juillet : Horatio Nelson perd son bras droit à Ténérife.

- 22 - 25 juillet : victoire espagnole sur la marine britannique à la bataille de Santa Cruz de Ténérife[23].

- 8 août : rejet par référendum de la constitution modérée en République batave[24].

- 4 septembre : Coup d'État du 18 fructidor an V en France[25].

- 11 octobre : victoire navale britannique à la bataille de Camperdown[2].
- 17 octobre (26 vendémiaire an VI) : traité de paix de Campoformio (fin de la Première Coalition) entre la France (Bonaparte) et l'Autriche (le chancelier Cobenzl). L'Autriche abandonne à la France la Belgique, la rive gauche du Rhin et les îles Ioniennes et reconnaît la République cisalpine, accrue du Milanais, de Brescia et de la Valteline. En compensation, elle reçoit une partie de la Vénétie, l'Istrie et la Dalmatie[19].

- 28 novembre : ouverture du second congrès de Rastatt pour déterminer les compensations à accorder aux princes allemands dépossédés de territoires sur la rive gauche du Rhin ; il n'aboutit pas à cause de l'assassinat de deux négociateurs français le 28 avril 1799[25].

- Création de la loge maçonnique appelée « Régénération » à Lisbonne[26].

#### Russie
- 13 janvier (2 janvier du calendrier julien) : abolition par Paul Ier de Russie de l’article 15 de la Charte de la Noblesse de 1785 qui exemptait la noblesse de châtiments corporels[27].
- Janvier : le Trésor contracte un emprunt de 88 millions de florins sur le marché d’Amsterdam[28]. Liquidation de 5 millions d’assignats.

- 13 février : jacquerie dans le gouvernement d’Orel, réprimée par Repnine. Les troubles se poursuivent dans les provinces de Toula et de Kalouga[29] (278 révoltes au cours du règne de Paul Ier de Russie).
- 16 février (5 février du calendrier julien) : Paul Ier confirme le décret de Catherine II de Russie ordonnant la fermeture de toutes les imprimeries non autorisées par le gouvernement et l’établissement de bureaux de censure laïc et ecclésiastiques[30].

- 16 avril (5 avril du calendrier julien) : 
  - Couronnement de Paul Ier à Moscou[31].
  - Manifeste limitant à trois jours par semaine la corvée due par les paysans et interdisant le travail le dimanche et les jours fériés[32].
  - Acte de famille, qui règle la succession par ordre de primogéniture dans la ligne masculine. Système d’apanages (oudiel) pour la famille impériale[33].
  - Règlementation des ordres impériaux de Saint-Georges et de Saint-Vladimir[34].

- 4 mai (23 avril du calendrier julien) : la noblesse est privée de son droit de présenter des doléances collectives au souverain, au Sénat et aux gouverneurs des provinces[35].

- 1er octobre : après la signature du traité de Campoformio, Paul Ier prend à son service les régiments du prince de Condé que l’Autriche ne pouvait plus conserver[36].
- Octobre : échec de la mission de Caillard à Saint-Pétersbourg pour tenter un rapprochement entre la France et la Russie[37].

- 18 décembre (7 décembre du calendrier julien) : création d’une « banque de secours » pour la noblesse, qui consent des prêts sur 25 ans à 6 %[38].

## Naissances en 1797
- 3 janvier : Frederick William Hope, zoologiste britannique († 15 avril 1862).
- 11 janvier : Carl Rottmann, peintre allemand († 7 juillet 1850).
- 20 janvier : Ferdinand Chotomski, poète, traducteur, journaliste, médecin, peintre et humoriste polonais († 22 octobre 1880).
- 20 janvier ou 21 janvier : Jodocus Sebastiaen van den Abeele, peintre belge († 23 février 1855).
- 31 janvier : Franz Schubert, compositeur († 19 novembre 1828).

- 5 février : Jean-Marie Duhamel, mathématicien et physicien français (29 avril 1872).
- 13 février : Léonard Victor Charner, amiral de France († 7 février 1869).

- 5 mars : Michel Eusèbe Mathias Betting de Lancastel, homme politique français  († 18 février 1863).
- 7 mars : Manuel Parra, matador espagnol († 20 novembre 1829).
- 8 mars : Maximilien Simon, compositeur français († 20 septembre 1861).
- 10 mars : George Poulett Scrope, géologue et économiste britannique († 19 janvier 1876).
- 22 mars : Guillaume Ier, 5e roi de Prusse en 1861 puis 1er empereur allemand en 1871 († 9 mars 1888).
- 27 mars : Alfred de Vigny, poète français († 17 septembre 1863).

- 7 avril : Pierre Leroux, éditeur, philosophe et homme politique († 12 avril 1871).
- 14 avril : Adolphe Thiers, président de la République française († 3 septembre 1877).
- 23 avril :
  - Ernst Ferdinand Oehme, peintre allemand († 10 avril 1855).
  - Penina Moïse, poétesse juive américaine († 13 septembre 1880).
- 27 avril : Victor Audouin, naturaliste, entomologiste et ornithologue français († 9 novembre 1841).

- 8 mai : John Septimus Roe, navigateur, topographe, explorateur et homme politique britannique († 28 mai 1878).
- 17 mai : Karl Buol, diplomate et homme d'État autrichien († 28 octobre 1865).
- 29 mai : Louise-Adéone Drölling, peintre française († 30 mars 1834).
- 30 mai : Karl Friedrich Naumann, géologue allemand († 26 novembre 1873).

- 4 juin : Auguste Rolland, architecte et pastelliste animalier français († 27 avril 1859).
- 7 juin : Manuel Alves Branco, juge, avocat, économiste et homme politique brésilien († 13 juillet 1855).
- 14 juin : Gustav Adolph Hennig, peintre, portraitiste, graphiste, aquafortiste et lithographe allemand († 15 janvier 1869).
- 16 juin : Sophie Rude, peintre française († 4 décembre 1867).
- 23 juin : Théophile Bra, sculpteur romantique († 2 mai 1863).

- 9 juillet : Ida du Chasteler, peintre héraldiste belge († 22 décembre 1873).
- 17 juillet : Paul Delaroche, peintre français († 4 novembre 1856).
- 20 juillet : Paweł Edmund Strzelecki, explorateur et géologue polonais († 6 octobre 1873).

- 2 août : Amédée Simon Dominique Thierry, historien français († 27 mars 1873).
- 5 août : Friedrich August Kummer, violoncelliste, pédagogue et compositeur allemand († 22 août 1879).
- 8 août : Joseph-Nicolas Robert-Fleury, peintre français († 5 mai 1890).
- 10 août : Joseph Gerhard Zuccarini, botaniste allemand († 18 février 1848).
- 30 août : Mary Shelley (Mary Woolstonecraft), écrivaine britannique († 1er février 1851).

- 3 septembre : Benjamin Notthingham Webster, dramaturge anglais († 3 juillet 1882).
- 10 septembre :
  - Franz Krüger, peintre prussien († 21 janvier 1857).
  - Carl Gustav Mosander, chimiste suédois († 15 octobre 1858).
- 12 septembre : Ferdinand Piercot, homme politique belge († 9 décembre 1877).
- 14 septembre : Joseph-Désiré Court, peintre français († 23 janvier 1865).
- 17 septembre : Eugène Defacqz, homme politique, professeur de droit et magistrat belge († 31 décembre 1871).

- 7 octobre : Édouard Bertin, peintre et journaliste français († 13 septembre 1871).
- 20 octobre : Juan Lavalle, militaire indépendantiste espagnol puis argentin († 9 octobre 1841).
- 26 octobre : Antoine-Charles Taschereau, fonctionnaire, militaire et homme politique canadien († 11 juin 1862).

- 14 novembre : Charles Lyell géologue britannique († 22 février 1875).
- 29 novembre : Gaetano Donizetti, compositeur italien († 8 avril 1848).

- 3 décembre : Andrew Smith, médecin-militaire et zoologiste britannique († 11 août 1872).
- 5 décembre : Steen Andersen Bille, navigateur, homme politique et explorateur danois († 2 mai 1883).
- 13 décembre : Heinrich Heine, écrivain allemand († 17 février 1856).
- 16 décembre : André Robberechts, violoniste et compositeur belge († 23 mai 1860).
- 23 décembre : Adrien de Jussieu, botaniste français († 29 juin 1853).

- Date inconnue :
  - Hiroshige, peintre japonais († 12 octobre 1858)[39].
  - Julie Hugo, peintre française († 10 avril 1865).
  - Yánnis Makriyánnis, homme politique grec († 27 avril 1864).
  - Oumar Tall, conquérant et souverain toucouleur († 12 février 1864)[39].

## Décès en 1797
- 1 février : Frédérick de Neuhoff Prince Corse (° 1711).
- 23 février : Louis Joseph Charlier homme politique français (° 24 septembre 1754).
- 1er mars : Francesco Tironi, peintre italien (° 1745).
- 2 mars : Horace Walpole, écrivain britannique (° 24 septembre 1717).
- 3 mars : Yves Joseph de Kerguelen de Trémarec, officier de marine et navigateur français découvreur des mers australes (° 13 février 1734).
- 19 mars : Philip Hayes, organiste et compositeur anglais (° 17 avril 1738).
- 23 mars : Marcus Anton Wittola, prêtre et théologien autrichien (° 25 avril 1736).
- 26 mars : James Hutton, chimiste et géologue britannique (° 3 juin 1726).
- 30 mars : Giorgio Anselmi, peintre italien (° 5 avril 1723).
- 17 mai : Michel-Jean Sedaine, auteur dramatique, qui popularisa l’Opéra-comique en France (° 2 juin 1719).
- 27 mai : Babeuf, Gracchus (François-Noël dit), révolutionnaire français (° 23 novembre 1760).
- 23 juin : Antonio Diziani, peintre italien de vedute (° 9 février 1737).
- 28 juin : Pietro Verri, philosophe, économiste, historien et italien (° 12 décembre 1728).
- 9 juillet : Edmund Burke, homme politique et théoricien conservateur britannique (° 12 janvier 1729).
- 18 juillet : Jean-Bernard Restout, peintre français (° 22 février 1732).
- ? juillet : Bi Yuan, savant, historien et personnalité politique de la dynastie Qing, en Chine (° 1730).
- 29 août : Joseph Wright of Derby, peintre britannique (° 3 septembre 1734).
- 10 septembre : Mary Wollstonecraft, femme de lettres féministe britannique (° 27 avril 1759).
- 14 novembre : Januarius Zick, peintre allemand (° 6 février 1730).
- 23 décembre : Frédéric-Eugène, quatorzième duc de Wurtemberg (Saint-Empire romain germanique) (° 21 janvier 1732).
- 24 décembre : François-Marie-Isidore Queverdo, peintre dessinateur et graveur français (° 2 février 1748).
- 30 décembre : David Martin, peintre et graveur britannique (° 1er avril 1737).
- Date inconnue :
  - Tommaso Gherardini, peintre rococo italien (° 21 décembre 1715).
  - Olivier Le May, peintre et graveur français (° 26 mai 1734).
  - Robert Trefusis 17e baron Clinton, pair anglais (° 1764).